# 1935 a jogalkotásban
1935-ben az alábbi jogszabályokat alkották meg:

## Magyarország

### Törvények
- 1935. évi I. törvénycikk  A trianoni békeszerződés XIII. része ("Munka") 321. Cikkének módosításáról
- 1935. évi II. törvénycikk A gazdasági cselédek szolgálati idejéről
- 1935. évi III. törvénycikk Gyógyszerészi jóléti intézmény létesítéséről
- 1935. évi IV. törvénycikk  Az erdőkről és a természetvédelemről
- 1935. évi V. törvénycikk A Budapesti Királyi Magyar Pázmány Péter Tudományegyetem alapításának háromszázadik évfordulójáról
- 1935. évi VI. törvénycikk A közoktatásügyi igazgatásról
- 1935. évi VII. törvénycikk Az iparügyi, valamint a kereskedelem- és közlekedésügyi miniszterről
- 1935. évi VIII. törvénycikk Az 1935/36. évi állami költségvetésről
- 1935. évi IX. törvénycikk A gazdasági és hitelélet rendjének, továbbá az államháztartás egyensúlyának biztosításáról alkotott 1931:XXVI. törvénycikkben a minisztériumnak adott felhatalmazás további meghosszabbításáról
- 1935. évi X. törvénycikk Közmunkák céljaira állami kölcsön felvételéről
- 1935. évi XI. törvénycikk  A II. Rákóczi Ferenc fejedelem emlékét megörökítő kétpengős ezüstérmék veréséről
- 1935. évi XII. törvénycikk  A légvédelemről
- 1935. évi XIII. törvénycikk A Kairóban, 1934. évi március hó 20-án kelt Egyetemes Postaszerződés becikkelyezéséről
- 1935. évi XIV. törvénycikk A mozgófényképek előadásában a magyar nyelv érvényesülésének biztosításáról
- 1935. évi XV. törvénycikk A Madridban 1932. évi december hó 9-én kelt "Távközlés Nemzetközi Egyezményé"-nek becikkelyezéséről
- 1935. évi XVI. törvénycikk A kiadatási és bűnügyi jogsegély tárgyában Ankarában 1932. évi május hó 29. napján kelt magyar-török egyezmény becikkelyezéséről
- 1935. évi XVII. törvénycikk A szellemi együttműködés tárgyában Varsóban 1934. évi október hó 21. napján kelt magyar-lengyel egyezmény becikkelyezéséről
- 1935. évi XVIII. törvénycikk A Rómában 1935. évi február hó 16. napján kelt magyar-olasz kulturális egyezmény becikkelyezéséről
- 1935. évi XIX. törvénycikk A szellemi együttműködés tárgyában Bécsben 1935. évi március hó 4. napján kelt magyar-osztrák egyezmény becikkelyezéséről
- 1935. évi XX. törvénycikk  A nagykorú nőkkel űzött kereskedés elnyomására vonatkozó nemzetközi egyezmény becikkelyezése tárgyában
- 1935. évi XXI. törvénycikk A kiadatás és a bírósági bűnügyi jogsegély tárgyában Tallinnban 1934. évi augusztus hó 8-án kelt magyar-eszt egyezmény becikkelyezéséről
- 1935. évi XXII. törvénycikk Az 1934. évben Genfben tartott Nemzetközi Munkaügyi Egyetemes Értekezlet által a foglalkozási betegségek kártalanítása tárgyában tervezet alakjában elfogadott nemzetközi (módosított) egyezmény becikkelyezéséről
- 1935. évi XXIII. törvénycikk A gazdatartozások rendezését elősegítő egyes intézkedések tárgyában